# تاوتنبورگ
تاوتنبورگ (به آلمانی: Tautenburg) یک شهر در آلمان است که در زاله‌هلتسلاند واقع شده‌است. تاوتنبورگ ۲۹۰ نفر جمعیت دارد.